# Antheraea yamamai
Antheraea yamamai, la polilla de seda japonesa o polilla de seda japonesa de roble (japonés:  (山繭(蛾)・ヤママユ(ガ) yamamayu(ga)?) o  (天蚕 tensan?)) es una polilla de la familia Saturniidae. Es endémica del este de Asia, pero se ha importado a Europa para la producción de seda de tussar y ahora se encuentra en el sureste de Europa, principalmente en Austria, el noreste de Italia y los Balcanes. Parece estar extendiéndose hacia el norte y se ha informado de una población cerca de Deggendorf y Passau en Alemania. La especie fue descrita por primera vez por Félix Édouard Guérin-Méneville en 1861. Se ha hibridado artificialmente con Antheraea polyphemus de América del Norte.

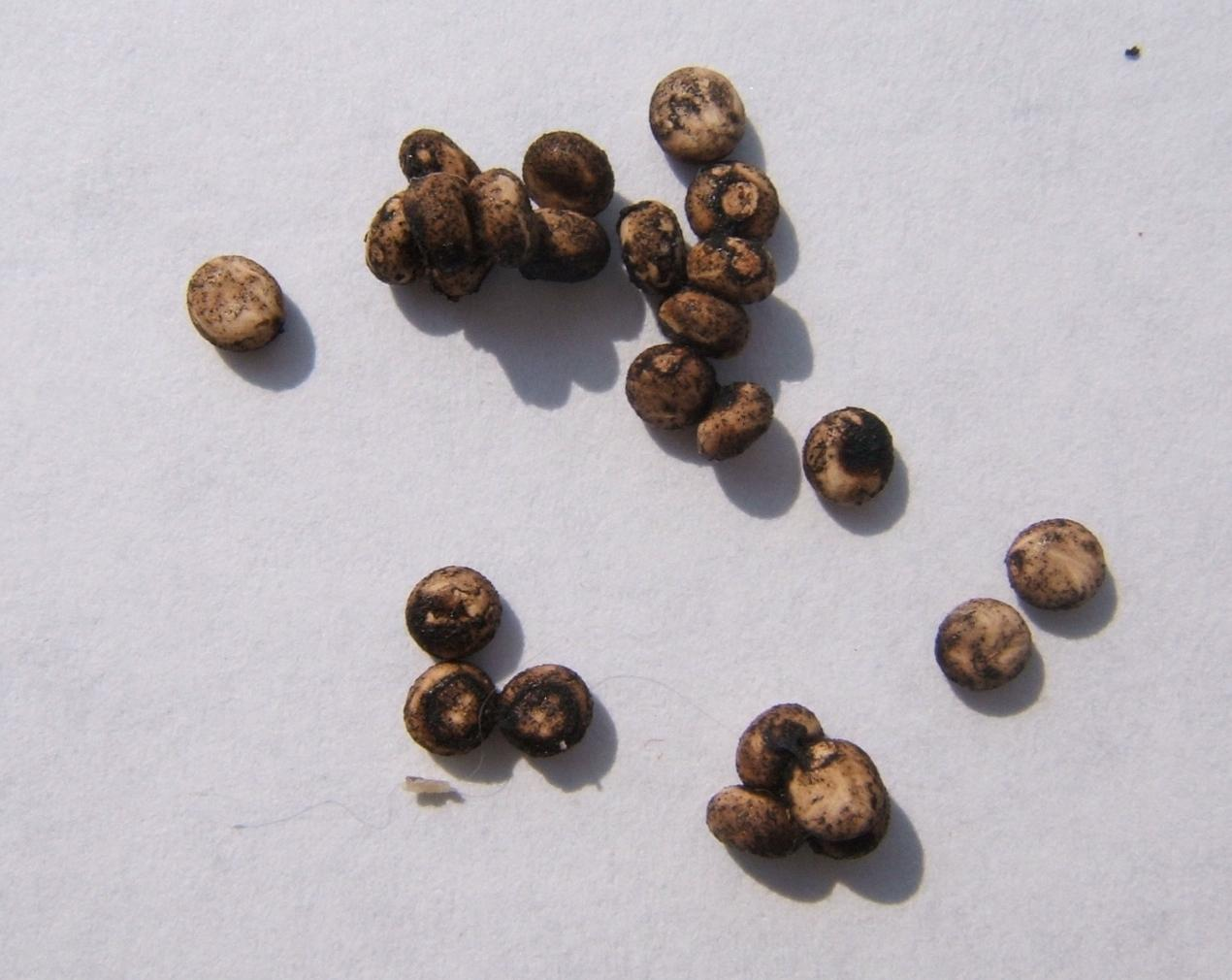
Huevo

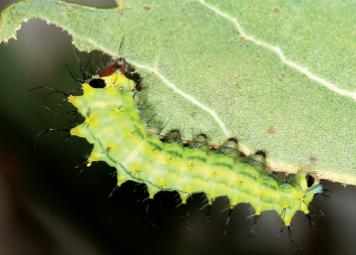
Larva de segundo estadio

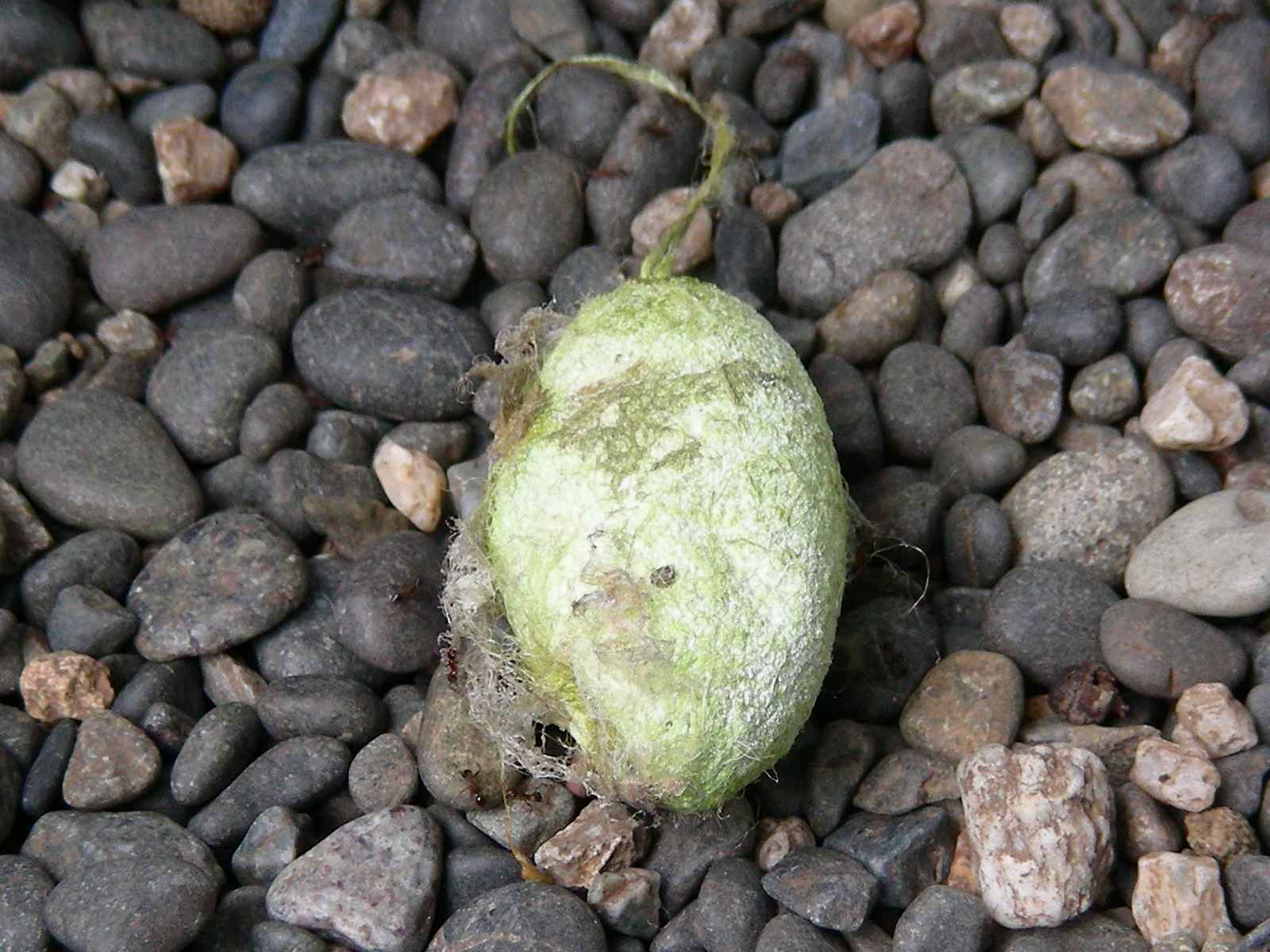
Capullo

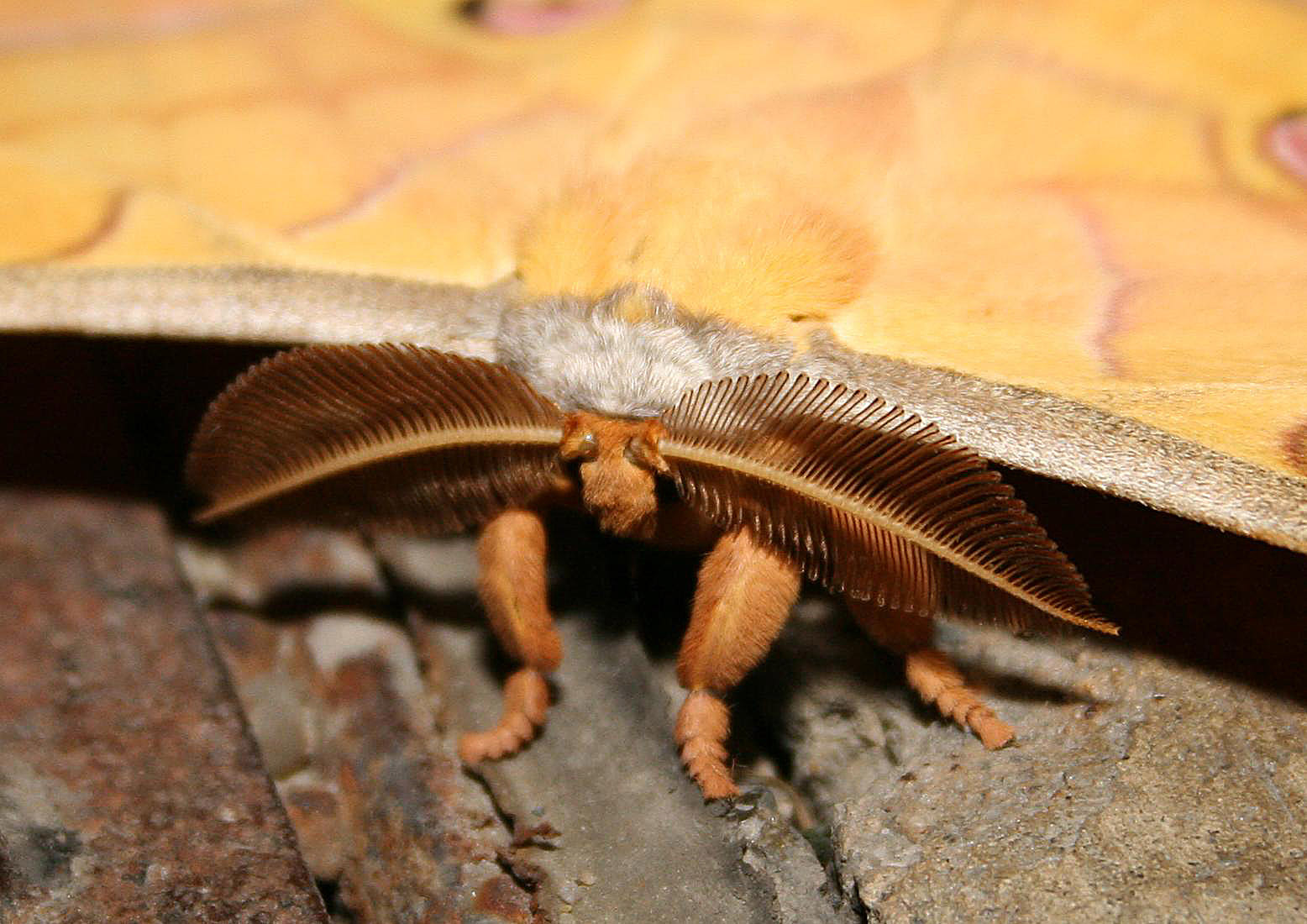
Vista frontal de un espécimen masculino

Esta polilla se ha criado en Japón durante más de 1000 años. Produce una seda naturalmente blanca que es muy fuerte y elástica, pero que no se tiñe bien. Ahora es muy rara y cara.
La envergadura es de 110-150 milímetros (4,3-5,9 plg). Los adultos están volando de agosto a septiembre en una generación, dependiendo de la ubicación.
La larva se alimenta principalmente de especies Quercus, pero también se ha informado de Fagus sylvatica, Castanea sativa, Carpinus, Rosa y Crataegus.
Para observar los genes de la seda tensan con más detalle, se ha secuenciado un genoma "de novo" y un conjunto de transcriptomas, produciendo una referencia de 700 Mb con 15 481 genes.

## Subespecies
- Antheraea yamamai yamamai
- Antheraea yamamai bergmani Bryk, 1949
- Antheraea yamamai titan Mell, 1958
- Antheraea yamamai ussuriensis Schachbazov, 1953
- Antheraea yamamai superba Inoue, 1964 (Taiwán)